# Hitoshi Shiozawa
| Odkryte planetoidy: 29 | Odkryte planetoidy: 29 |
| ---------------------- | ---------------------- |
| (4507) Petercollins    | 19 marca 1990          |
| (5292) Mackwell        | 12 stycznia 1991       |
| (6393) 1990 HM1        | 29 kwietnia 1990       |
| (6785) 1990 VA7        | 12 listopada 1990      |
| (6984) Lewiscarroll    | 4 stycznia 1994        |
| (7136) Yokohasuo       | 14 listopada 1993      |
| (7338) 1990 VJ3        | 12 listopada 1990      |
| (8705) 1994 AL3        | 8 stycznia 1994        |
| (9387) Tweedledee      | 2 lutego 1994          |
| (9765) 1991 XZ         | 14 grudnia 1991        |
| (10565) 1994 AT1       | 9 stycznia 1994        |
| (11932) 1993 EP        | 13 marca 1993          |
| (11952) 1994 AM3       | 8 stycznia 1994        |
| (11954) 1994 BY        | 22 stycznia 1994       |
| (14477) 1994 CN        | 2 lutego 1994          |
| (16746) 1996 PW6       | 8 sierpnia 1996        |
| (17464) 1990 VX1       | 11 listopada 1990      |
| (19171) 1991 FS        | 17 marca 1991          |
| (19238) 1994 AV1       | 9 stycznia 1994        |
| (19239) 1994 AM2       | 7 stycznia 1994        |
| (29312) 1994 BL4       | 21 stycznia 1994       |
| (39688) 1996 RG5       | 9 marca 1996           |
| (43147) 1999 XO105     | 8 grudnia 1999         |
| (45145) 1999 XN105     | 8 grudnia 1999         |
| (66940) 1999 WM11      | 29 listopada 1999      |
| (66941) 1999 WO11      | 29 listopada 1999      |
| (75241) 1999 WL11      | 29 listopada 1999      |
| (75242) 1999 WP11      | 29 listopada 1999      |
| (134676) 1999 WN11     | 29 listopada 1999      |
| 1. 2.                  |                        |

Hitoshi Shiozawa (jap. 塩沢均 Shiozawa, Hitoshi) – japoński astronom amator.
Odkrył 29 planetoid (1 samodzielnie, 20 z Takeshim Uratą oraz 8 z Minoru Kizawą). Do jego odkryć należą np. (6984) Lewiscarroll i (9387) Tweedledee.